# Ada Rogovceva
Ada Nikolaevna Rogovceva (in russo Ада Николаевна Роговцева?; Hluchiv, 16 luglio 1937) è un'attrice ucraina.

## Biografia
Nata nell'oblast' di Sumy della RSS Ucraina, dopo la sua nascita la famiglia si trasferì a Odessa.
È apparsa in oltre 30 film e programmi televisivi dal 1957. Inoltre è professoressa all'Università Nazionale di Cultura a Kiev.
Ha vinto il premio come migliore attrice al 7º Festival cinematografico internazionale di Mosca per il suo ruolo in Saljut, Marija!!.
È membro del Comitato per il Premio Nazionale dell'Ucraina intitolato a Taras Ševčenko (dicembre 2016).

## Filmografia parziale
- Pavel Korčagin (1956)
- Lisova pisnja (1961)
- Saljut, Marija! (1970)
- Domare il fuoco, regia di Daniil Chrabrovitskij (1972)
- Vechnyj zov (1973-1983)
- Volny Čërnogo morja (1975)
- Morja (1978)
- Ovod (1980)
- Devjat' žiznej Nestora Machno (2006)
- Qafqaz (2007)
- Admiral" (2008)
- Taras Bulba (2009)
- Krasnaja koroleva (2015)
- 11 ditej z Moršyna (2019)